# Lothar Göttsching
Lothar Göttsching (* 7. August 1936 in Berlin; † 26. September 2018 in Roßdorf) war ein deutscher Wissenschaftler und von 1971 bis 2002 Leiter des Instituts für Papierfabrikation der Technischen Universität Darmstadt.

## Leben
Göttsching kam 1936 in Berlin als Sohn von Robert und Margarete Göttsching zur Welt. 1943 wurde er in die Heimat der Mutter in der ostbrandenburgischen Neumark evakuiert. Am Ende des Zweiten Weltkriegs wurde die Familie durch die Rote Armee vertrieben, und Göttsching wuchs in Bad Soden am Taunus auf.
1956 nahm er das Studium an der Technischen Hochschule Darmstadt auf und schloss es 1961 mit dem Diplom als Papieringenieur ab. Von 1961 bis 1966 war er als Forschungsassistent am Finnischen Zellstoff- und Papierforschungsinstitut (KCL) in Helsinki tätig. Von 1966 bis 1971 wirkte er als Leiter für Forschung und Entwicklung für die Vereinigte Verpackungsgesellschaft GmbH in Monheim/Rheinland. 1969 wurde er zum Dr.-Ing. promoviert.
Göttsching wurde 1971 zum Nachfolger von Walter Brecht an die TH Darmstadt berufen.

## Ehrungen
- Ehrendoktorwürde, Grenoble[5]
- Bundesverdienstkreuz am Bande (1997)

## Werke (Auswahl)
- (Hrsg.): Papier in unserer Welt. Ein Handbuch. Econ-Verlag, Düsseldorf u. a. 1990. ISBN 3-430-13252-5
- (Hrsg., zusammen mit Casimir Katz): Papier-Lexikon. 3 Bände u. CD, Deutscher Betriebswirte-Verlag, Gernsbach 1999. ISBN 978-3-88640-090-4
- Der Papierprofessor. Lebenserinnerungen. Medu, Dreieich bei Frankfurt a. M. 2011. ISBN 978-3-941955-39-4